# Arado de subsuelo

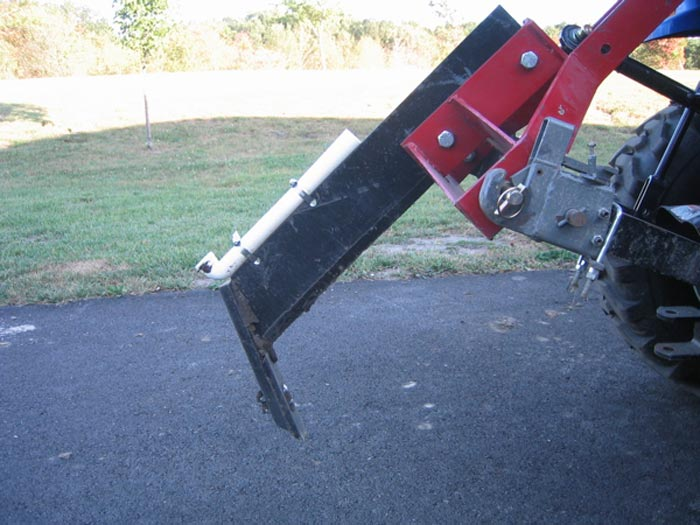
Subsolador Howse modular, montado en tractor

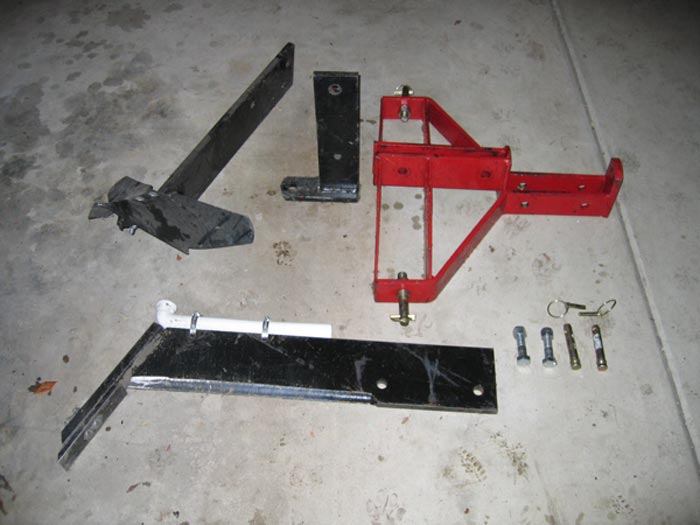
Unidad modular de subsolador, sin montar, con accesorios

El arado de subsuelo, o subsolador,  es un arado apto para subsolar, es decir, trabajar en suelos más profundos que necesitan ser eliminados debido a :
- necesidad de romper capas endurecidas por tráfico
- para una mayor fertilidad del suelo y humedad.

Hay varios tipos de arado de subsuelo; los hay de forma en v o ya sea lineal depende de la potencia del tractor será el arado de subsuelo y el número de cuchillas que ocupa